# Kościół Najświętszych Imion Jezusa i Maryi przy Via Lata
Kościół Najświętszych Imion Jezusa i Maryi przy Via Lata (wł. Chiesa dei Santissimi Nomi di Gesù e Maria in via Lata, również określany jako wł. Chiesa dei Gesù e Maria) – rzymskokatolicki kościół tytularny w Rzymie. 
Świątynia ta jest kościołem rektoralnym parafii San Giacomo in Augusta oraz kościołem tytularnym.

## Lokalizacja
Kościół znajduje się w IV Rione Rzymu – Campo Marzio przy Via del Corso 45.

## Historia
Świątynia została zbudowana jako kościół klasztorny augustianów bosych. Budowę rozpoczęto w 1633 roku pod kierunkiem Carlo Buzio. W 1636 konsekrowano ołtarz kościoła, chociaż budynek był jeszcze niedokończony. Po zebraniu przez zakonników odpowiednich funduszy, Girolamo Rainaldi ukończył budowę w latach 1671–1674, powstała wówczas fasada. Dzięki hojności Giorgio Bolognettiego wykonano dekorację wnętrz w latach 1678–1690. W czasie Republiki Rzymskiej kościół został splądrowany podczas zamieszek antyklerykalnych w 1849, wyniesione wówczas zostały konfesjonały, które spalono na Piazza del Popolo.

## Architektura i sztuka
Kościół to prostokątna budowla o wymiarach 27 na 15 metrów. Prezbiterium jest wpuszczone w budynek klasztoru, ma ono około 7 na 7 metrów.
Fasada
W jednokondygnacyjnej fasadzie z trawertynu znajdują się pojedyncze drzwi. Cztery gigantyczne pilastry kompozytowe, stojące na wysokim cokole, wspierają belkowanie z napisem dedykacyjnym Iesu et Mariae we fryzie. Fasadę wieńczy trójkątny fronton z pustym tympanonem. Wewnętrzna para pilastrów jest dublowana w rogu, a para zewnętrzna z kolei jest dublowana wokół zewnętrznych rogów po bokach. Nad drzwiami jest półokrągły fronton, a powyżej znajduje się duże prostokątne okno w prostej, lekko wystającej ramie. W bocznych częściach fasady po obu stronach znajduje się duży pionowy prostokątny panel z szeroką kamienną ramą, nad nim jest szerokie belkowanie z parą poziomych eliptycznych okien we fryzie, a powyżej jest balustrada.
Wnętrze kościoła
Po obu stronach nawy są po trzy kaplice boczne, do których wchodzi się przez wysokie łuki. Pomiędzy kaplicami znajdują się pary doryckich pilastrów podtrzymujących belkowanie ze zdobionym fryzem, natomiast pomiędzy tymi pilastrami są pomniki grobowe, nad którymi umieszczono figury świętych.
Sufit ma sklepienie kolebkowe. Z obu boków znajdują się po trzy prostokątne okna zlokalizowane nad kaplicami. Ozdobione są one stiukowymi figurami postaci starotestamentowych. Malowidła na sklepieniu są dziełem Giacinto Brandiego i przedstawiają Apoteozę Matki Bożej oraz Ewangelistów.
Sztukaterie w kościele wykonali Girolamo Gramignoli i Monsù Michele, których dziełem są również niektóre posągi. W rzeźbę sztukatorską zaangażowani byli także Francesco Cavallini i Lorenzo Ottoni.
Łuk tęczowy wspierają dwie pary żebrowanych pilastrów doryckich z czarnego marmuru, dwa zewnętrzne pilastry są znacznie węższe od wewnętrznych. Archiwolta ma kilka pasów złoconych listew. Na szczycie łuku znajduje się herb podtrzymywany przez parę aniołów. Na sklepieniu za łukiem jest malowidło autorstwa Brandiego.
Ołtarz główny jest wypukły. Jego cztery kolumny korynckie z czerwonego marmuru podtrzymują belkowanie zrobione z białego marmuru, które ma czerwony marmurowy fryz. Powyżej belkowania są dwa małe doryckie filary z czerwonego marmuru podtrzymujące półokrągły fronton. Pomiędzy filarami tymi umieszczono parę aniołów trzymających czarną kulę ze złotymi promieniami, na kuli znajdują się złote litery IMAS (będące inicjałami imion Jezusa i Maryi). W bok od filarów są kolejne dwa anioły (po jednym z każdej strony), dodatkowo na frontonie siedzą dwa putta. Figury aniołów trzymających kulę są dziełem Pietro Paolo Naldini, natomiast pozostałe wykonał Francesco Cavellini. Obrazem ołtarzowym jest Koronacja Maryi autorstwa Brandiego. Po bokach ołtarza stoją figury św. Jana Chrzciciela (po lewej) i św. Jana Ewangelisty (po prawej) autorstwa Giuseppe Mazzuoli.

### Kaplice boczne
Kaplica krucyfiksu
Pierwsza kaplica po prawej stronie jest poświęcona krucyfiksowi. Posągi wykonał Francesco Aprile. Znajduje się tu anonimowy obraz Noli me tangere z XVII wieku.
Kaplica św. Mikołaja z Tolentino
Druga kaplica po prawej stronie dedykowana została św. Mikołajowi z Tolentino. Obraz ołtarzowy przedstawia patrona kaplicy podczas widzenia Matki Bożej. Na ścianach bocznych są dwie sceny z jego życia.
Kaplica św. Anny
Trzecia kaplica po prawej była poświęcona św. Antoniemu Opatowi (dla upamiętnienia dawnego średniowiecznego kościoła Sant'Antonio Abate, który został zburzony podczas budowy klasztoru i kościoła augustianów bosych), teraz jest poświęcona św. Annie. W ołtarzu znajduje się jej wizerunek razem z Maryją jako małą dziewczynką, jest to dzieło autorstwa Girolamo Pesci. Na bocznych ścianach kaplicy są dwa anonimowe dzieła z XIX wieku: Prezentacja Maryi oraz Narodziny Maryi.
Kaplica św. Tomasza z Villanuevy
Pierwsza kaplica po lewej stronie poświęcona jest św. Tomaszowi z Villanuevy. Autorem fresków na ścianach i sklepieniu kaplicy był Felice Ottini. Na bocznych ścianach przedstawiono Św. Marię Magdalenę na pustyni i Ekstazę św. Franciszka. W lunetach znajdują się płaskorzeźby ze scenami z życia świętych.
Kaplica św. Józefa
Druga kaplica po lewej stronie dedykowana jest św. Józefowi. W ołtarzu znajduje się Święta Rodzina Brandiego, który był również autorem pozostałych dekoracji w kaplicy.
Kaplica Madre del Divino Aiuto
Trzecia kaplica po lewej stronie poświęcona jest Matce Bożej Pomocy (Madre del Divino Aiuto). Wizerunek, będący przedmiotem kultu, wstawiono w obraz olejny, przedstawiający świętych Tomasza z Villanuevy i Klarę z Montefalco oddających mu cześć.
W bocznych lunetach znajduje się Adoracja pasterzy Pietro Labruzzi z 1793 po prawej stronie oraz anonimowa Ucieczka do Egiptu po lewej.

## Kardynałowie diakoni
Kościół Najświętszych Imion Jezusa i Maryi przy Via Lata jest jednym z kościołów tytularnych nadawanych kardynałom-diakonom (Titulus Sanctissimorum Nominum Iesu et Mariae in via Lata). Tytuł ten został ustanowiony 7 czerwca 1967 przez papieża Pawła VI.
- Justinus Darmojuwono tytuł prezbiterialny pro hac vice (1967-1994)
- Avery Dulles SJ (2001-2008)
- Domenico Bartolucci (2010-2013)
- Luigi De Magistris (2015-2022)
- Timothy Radcliffe (od 2024)